# Affaire des faux chargés de mission
L'affaire des faux chargés de mission du cabinet du maire de Paris est une affaire d'emplois fictifs connexe aux différentes affaires politico-financières de la ville de Paris et du financement illégal du RPR. Cette affaire est instruite depuis la fin des années 1990 et vise une quarantaine d'emplois fictifs présumés accordés à des personnalités RPR ou à leurs proches, au sein du cabinet du maire de Paris Jacques Chirac, dans les années 1980 et 1990.

## Les faits
Quatre anciens directeurs de cabinet de Jacques Chirac à la mairie de Paris de 1983 à 1995 sont ainsi poursuivis pour « détournement de fonds publics » : Michel Roussin (1989-1993), Robert Pandraud (1983-1986), Daniel Naftalski (1986-1989) et Rémy Chardon (1993-1995),.
Parmi la quarantaine de bénéficiaires, l'on compte Michel Aurillac (ancien ministre RPR de la Coopération), François Debré (frère de l'ancien président du Conseil constitutionnel Jean-Louis Debré), le chauffeur de Marc Blondel, l'ancien secrétaire général de Force ouvrière (FO), le député UMP Jean de Gaulle, petit-fils du général de Gaulle, ou encore Michelle de Charette, épouse de l'ex-ministre des Affaires étrangères Hervé de Charette.
Cette affaire est distincte de l'affaire des emplois fictifs du RPR qui a abouti à la condamnation d'Alain Juppé. Sur le plan procédural, l'affaire est au point mort, grâce à une interminable guérilla de recours.

## Développement
Fin 2002 et début 2003, les quatre anciens directeurs de cabinet de Jacques Chirac à la mairie de Paris de 1983 à 1995 sont mis en examen.
Le 8 décembre 2006, le parquet général de Paris demande l'annulation des mises en examen de trois d'entre eux (Daniel Naftalski, Robert Pandraud et Michel Roussin) car ceux-ci n'étaient pas dépositaires d'argent public. En conséquence, ils ne peuvent être, selon cette instance, poursuivis pour « détournement de fonds publics ». 
Le 16 février 2007, la chambre de l'instruction de la cour d'appel de Paris valide finalement la mise en examen. Michel Roussin, Daniel Naftalski et Robert Pandraud contestent l'arrêt et décident de se pourvoir alors en cassation.
Le 15 mai 2007, Alain Juppé est entendu en qualité d'ancien adjoint aux Finances de Jacques Chirac à la mairie de Paris, et d'ancien secrétaire général du RPR, sur commission rogatoire de la juge d'instruction de Paris Xavière Simeoni.
Cette affaire n'a pas conduit à une mise en cause de l'ancien maire de Paris après sa sortie des fonctions de président de la République. 
Le 26 juin 2007, validant ainsi l'enquête judiciaire, la Cour de cassation rejette les pourvois des quatre personnalités mises en examen : Michel Aurillac, ministre de la Coopération de 1986 à 1988, suspecté d'avoir obtenu une secrétaire payée par la mairie pour une association politique, et trois anciens directeurs de cabinet de Jacques Chirac à la mairie de Paris : Michel Roussin (1989-1993), Daniel Naftalski (1986-1989) et Robert Pandraud (1983-1986). 